# Osama bin Laden jól megkapja
Az Osama bin Laden jól megkapja (Osama Bin Laden Has Farty Pants) a South Park című rajzfilmsorozat 74. része (az 5. évad 9. epizódja). Elsőként 2001. november 7-én sugározták az Egyesült Államokban.
Ez volt az első South Park-epizód, melyet a 2001. szeptember 11-ei terrortámadás után levetítettek, a cselekmény a támadás utóhatásait és az Egyesült Államok afganisztáni invázióját mutatja be. Az epizódot 2002-ben Emmy-díjra jelölték.

## Cselekmény
|  | Alább a cselekmény részletei következnek! |

A szeptember 11-ei és az azt követő események South Parkra is nagy hatással vannak; mindenki retteg a terroristáktól, a várost ellepték az amerikai zászlók, a lakosok lépfene-támadástól tartva gázálarcot viselnek, Stan anyja pedig egész nap katatón állapotban a híreket nézi. Az iskolásoknak egy segélyakció keretében egy dollárt kell küldeniük az afgán gyerekek megsegítésére. Ezt Stan Marsh, Kyle Broflovski, Eric Cartman és Kenny McCormick is megteszi, viszonzásul egy kecskét kapnak a megsegített afgán gyerekektől (akik egyébként kísértetiesen hasonlítanak rájuk).
Felismerve, hogy az állatot nem tarthatják meg, a kecskével (melyet a katonák folyamatosan összetévesztenek Stevie Nicks énekesnővel) felosonnak egy katonai gépre és Afganisztánba repülnek, hogy az ajándékot visszavigyék. Az afgán gyerekek nem hajlandók visszavenni a kecskét és Amerika-ellenes érzelmeiknek is hangot adnak, ezzel feldühítve a főszereplőket.
Miközben próbálnak hazajutni, a gyerekek terroristák fogságába kerülnek és a sorozatban teljesen őrültként ábrázolt Oszáma bin Láden titkos búvóhelyére viszik őket. Az afgán gyerekek úgy döntenek, kiszabadítják az amerikaiakat, mert ha ezt nem tennék meg, ők sem lennének jobbak náluk. A szökés után Cartman szembeszáll bin Ladennel és a Tapsi Hapsi-filmek stílusában sikerül is legyőznie.
Egy foglyokról készült videót látva az amerikai hadsereg megrohamozza a búvóhelyül szolgáló barlangot, hogy „Stevie Nickset” és a gyerekeket megmentsék. Miután Cartman többször is túljárt bin Laden eszén, a terroristavezért egy amerikai katona főbe lövi. A győzelmet egy hatalmas koncerttel ünneplik meg, ahol „Stevie Nicks” (azaz a kecske) is fellép. A gyerekek elköszönnek afgán barátaiktól, akik azonban kijelentik, hogy még mindig utálják Amerikát. Mielőtt eltávozna, Stan egy kis amerikai zászlót tűz a földbe.

## Kenny halála
- Kenny és afgán hasonmása az epizód végén lezajló tűzharcban veszti életét. Barátjuk halálát látva az afgán gyerekek felkiáltanak: „Ya Allah! Koshtaen Keyvano! Tol dayoos!” vagyis „Istenem! Kicsinálták Keyvant! Szemetek!”. A Keyvan egy ténylegesen létező perzsa/afgán utónév.

## Utalások
- Cartman és bin Laden jelenete egyértelmű utalás a Tapsi Hapsi rajzfilmekre; Cartman Tapsi Hapsit, míg bin Laden Elmer Fuddot személyesíti meg.[1] Emellett utal a második világháborús Warner Bros. animációs propagandafilmekre is, melyekben Tapsi Hapsi a nácikkal szállt szembe.
- Cartman buckalakóknak nevezi az afgánokat, ezzel egy, a Csillagok Háborújában szereplő faj tagjaira célozva.